# Тюм Мэй

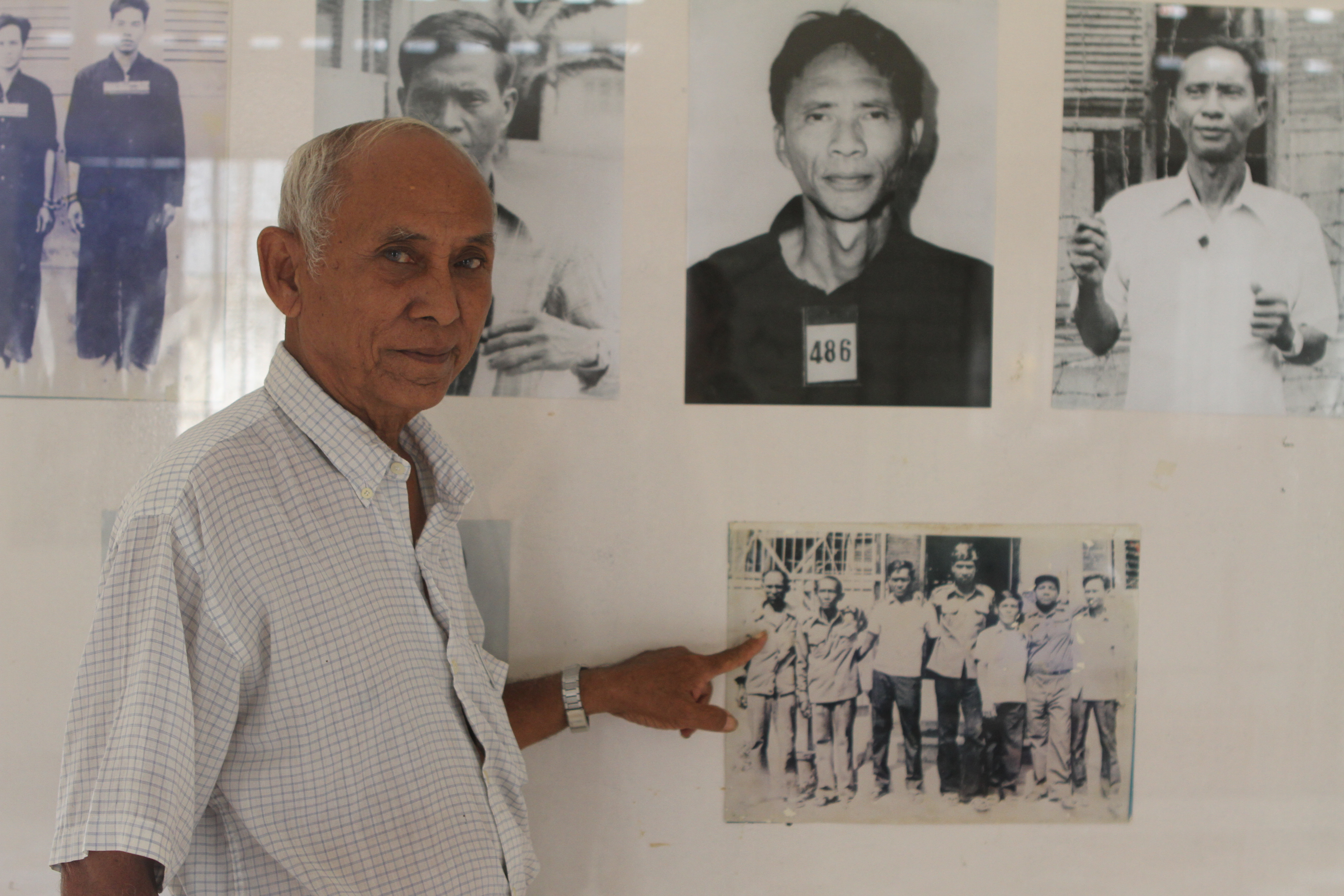

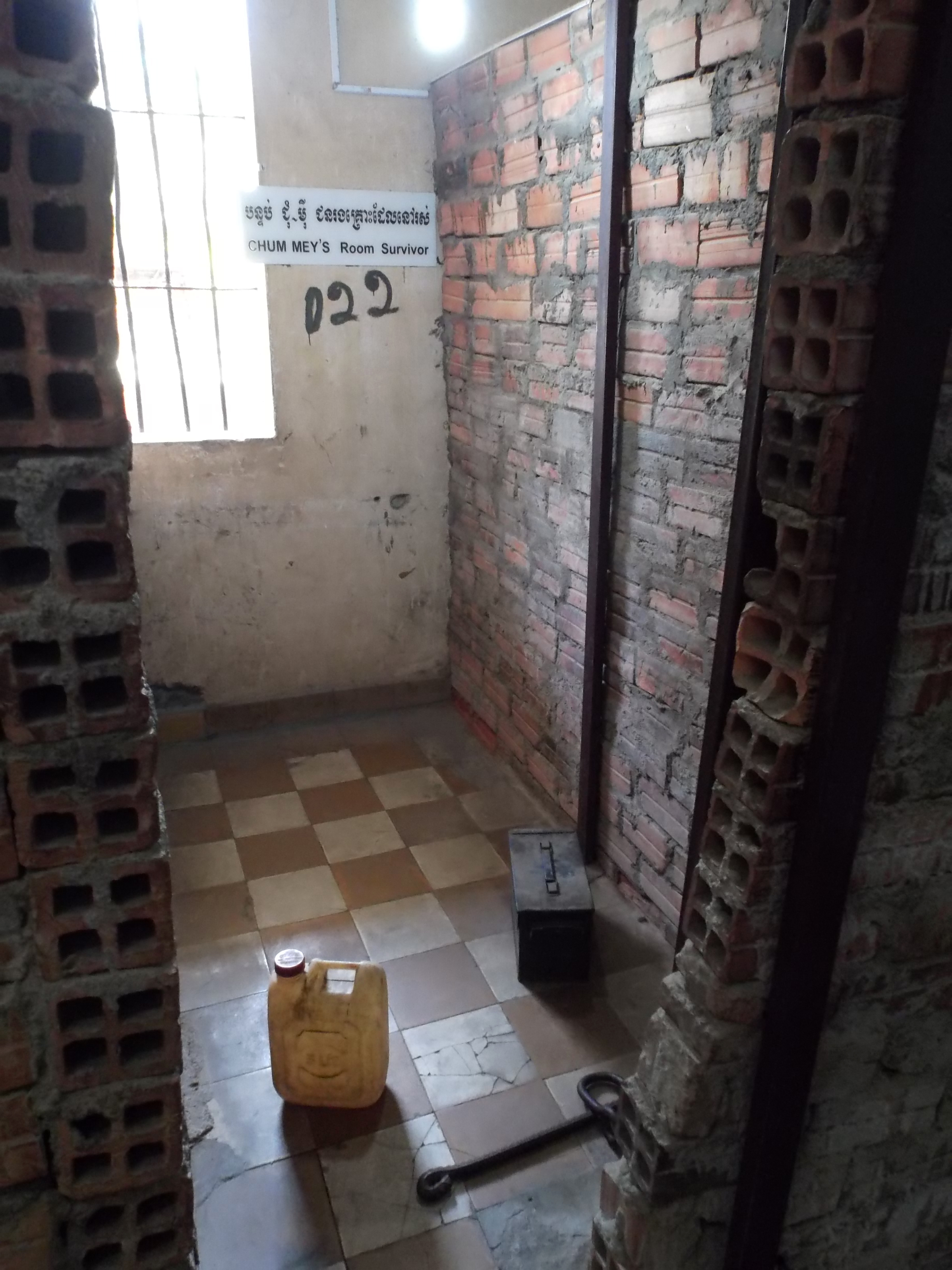
Одиночная камера в тюрьме S-21, в которой был заключен Тюм Мэй.

Тюм Мэй (кхмер. ជុំ ម៉ី) — камбоджийский писатель и общественный деятель, один из двенадцати выживших (и трёх ныне живущих) в тюрьме S-21, автор книги «Выживший» (англ. Survivor: The Triumph of an Ordinary Man in the Khmer Rouge Genocide) и председатель общества жертв режима «красных кхмеров» в Камбодже. По профессии автомеханик, потребностью в его навыках отчасти объясняется и его выживание.